# Cicadulina striata
Cicadulina striata är en insektsart som beskrevs av Ahmed, M. 1986. Cicadulina striata ingår i släktet Cicadulina och familjen dvärgstritar. Inga underarter finns listade i Catalogue of Life.